# Rostratula
Genre
Rostratula est un genre de limicoles de la famille des Rostratulidae. 
Ce genre a longtemps été considéré comme monotypique, la Rhynchée australe étant décrite comme une sous-espèce de la Rhynchée peinte avant de retrouver son statut spécifique en 2007.

## Liste des espèces
D'après la classification de référence (version 14.1, 2024)de l'Union internationale des ornithologues, il y a 2 espèces du genre Rostratula (ordre philogénique) :
- Rostratula benghalensis (Linnaeus, 1758)– Rhynchée peinte ;
- Rostratula australis (Gould, 1838) – Rhynchée d'Australie.